# ABC GNU/Linux
La distribución ABC GNU/Linux está basada en Ubuntu y está especializada en la construcción automática de clusters Beowulf de alto rendimiento con tan solo arrancar el sistema en modo "live" en el frontend o siendo instalado en su disco duro. 
Los nodos arrancan diskless a través de PXE. Usa como gestor de ventanas Gnome. 
Integra el monitor de recursos Ganglia.
Se trata de la primera distribución que integra todas estas características.
Ha sido publicado un artículo científico sobre este sistema en el IEEE y presentado en el Simposium ICAT2009 celebrado en Sarajevo (Bosnia & Herzegovina).
Desarrollado por Iker Castaños Chavarri en el Departamento de Ingeniería de Sistemas y Automática de la EUITI de Bilbao, Universidad del País Vasco.